# Борис Маркус
 Борис Сергеевич Маркус  е руски архитект и съветски офицер от Втората световна война.

## Биография
Роден на 18 февруари 1919 година в Москва, Русия. Средно образование завършва в известното 110-о московско училище (1936). През 1938 г. постъпва в Московския архитектурен институт.
При нападението на Германия срещу СССР на 22 юни 1941 г. е студент и подготвя дипломната си работа. Записва се доброволец в армията. Участва в отбраната на Москва. За 1 месец е раняван 2 пъти. През 1942 г. е обявен от медицинска комисия за негоден за строева служба. Независимо от това се завръща в армията и участва в отбраната на Сталинград като офицер в състава на XXV Никополски минохвъргачен полк „Катюша“. Участва в боевете за Украйна и Молдова. През септември и октомври 1944 г. с полка е в България и пребивава в Ловеч. Участва в боевете за Югославия, Унгария и Австрия. В Дравската операция (Унгария) в състава на XXV Гвардейски никополски минохвъргачен полк „Катюша“ активно поддържа бойните действия на I Българска армия, командвана от генерал-лейтенант Владимир Стойчев. Завършва войната в Австрийските Алпи на 12 май 1945 г. Демобилизира се с военно звание майор.
Завършва висшето си образование и работи като архитект. Проектира сгради в Челябинск, Уляновск и други руски градове. В Москва е заместник-началник на управление „Моспроект 2“. Той е сред главните архитекти на Отдела за архитектура и планиране на Москва.
От 1988 г. работи като секретар на Експертно-консултативния обществен съвет при главния архитект на Москва. През 1995 г. е избран за вицепрезидент на Съюза на московските архитекти.
След Втората световна война посещава България четири пъти служебно като архитект и като ветеран от войната. Има принос за архитектурното сътрудничество между България и СССР.
Автор е на книгите „Московские картинки 20-х и 30-х годов“, М., 1999, „Ракурсы войны“ (воспоминаниия, письма, рисунки, фотографии) т. I и II, М. 2010 и на фронтови рисунки.
Съветник е на президента на Съюза на московските архитекти и председател на Съвета на ветераните. Военно звание гвардейски подполковник.
Умира на 15 ноември 2011 година в Москва на 92-годишна възраст.

## Награди
- Орден „Александър Невски“
- Орден „Червена звезда“
- Орден „Велика отечествена война“ I и II ст.
- „Заслужил архитект на Руската федерация“ (1996)
- Провъзгласен за Почетен гражданин на Ловеч на 6 септември 1984 г. „за принос в разгрома на фашизма, подпомагане на I Българска армия и укрепване на българо-съветската дружба“.